# Далла Порта, Селеста
Селеста Далла Порта (род. 24 декабря 1997, Монца, Ломбардия) — итальянская актриса и модель. Получила известность благодаря роли в художественном фильме Паоло Соррентино «Партенопа» (2024).

## Биография
Родилась в семье художницы и фотографа Мелины Мулас и контрабасиста Паолино Далла Порты, внучка фотографа Уго Муласа. В подростковом возрасте Селеста Далла Порта посещала театральные мастерские. В 2017 году окончила художественную школу при Академии искусств в Милане со степенью Maturità artistica. Затем она посещала различные мастер-классы по танцевальному театру, в том числе у Антонеллы Бертони (2018) и Джули Энн Станзак (2018 и 2022). В промежутках Далла Порта обучалась в течение семестра в Международной школе театра Жака Лекока в Париже в 2018/19 годах, а затем посещала дипломный курс в киношколе Centro Sperimentale di Cinematografia с 2019 по 2021 год.
Первый актёрский опыт Далла Порта получила в 2021 году, снявшись в итальянских короткометражках и исполнив роль Софии в серии короткометражных фильмов «Красное зеркало» (2022). В центре постановки, созданной по заказу компании Campari и выпущенной онлайн, — молодая и талантливая студентка театра. Далла Порта получила большее признание благодаря главной роли в полнометражном фильме Паоло Соррентино «Партенопа» (2024), который стал её дебютом на большом экране. Фильм, в котором также снялись Гэри Олдман, Изабелла Феррари, Луиза Раньери и Стефания Сандрелли, попал в основной конкурс 77-го Каннского кинофестиваля. Картина получила смешанные отзывы критиков, но они единодушно признали красоту экранной картинки и назвали Селесту открытием года.
В период с 2018 по 2020 год Селеста Далла Порта работала моделью для итальянских модных брендов. Среди её хобби — пение и игра на гитаре, она увлекается современными танцами и йогой.

## Фильмография
| Год  | Русское название | Оригинальное название | Роль      |
| ---- | ---------------- | --------------------- | --------- |
| 2021 |                  | Cecità                |           |
| 2022 |                  | Red Mirror            |           |
| 2022 | La replica       |                       |           |
| 2024 | Партенопа        | Parthenope            | Партенопа |